# 第10親衛軍
第10親衛軍（ロシア語: 10-я гвардейская армия）は、ソビエト連邦の親衛軍。第二次世界大戦中の1943年に編成され様々な司令部の下で戦い、ラトビアでのドイツ軍の包囲戦中に戦争を終えた。第10親衛軍は1948年に解散された。
第10親衛軍は、1943年4月16日に第30軍で編成され、1943年から終戦まで西部、カリーニン、第2バルト、レニングラード戦線の指揮下で戦った。1943年に編成された時はヴャジマの南西部に位置していた。
第10親衛軍は、ドイツとの戦争中には以下の4人の司令官が着任していた：
- 1943年4月 - 1943年5月 ウラジーミル・コルパクチ
- 1943年5月 - 1943年9月 クジマー・トルーブニコフ（ロシア語版）
- 1943年9月 - 1944年1月 アレクサンドル・スホムリン（ロシア語版）
- 1944年1月 - 1946年8月 ミハイル・カザコフ（ロシア語版）

戦後の司令官：
- 1946年8月 - 1947年5月12日：ヴァシーリー・ポポフ上級大将
- 1947年5月12日 - 1948年4月：イヴァーン・リュードニコフ（ロシア語版）上級大将

第10親衛軍が参加した著名な戦いと作戦：
- スモレンスク攻勢
- レニングラード＝ノヴゴロド攻勢（英語版）
- リガ攻勢 (1944年)（英語版）

1944年10月からの第10親衛軍は、クールラント軍集団をクールラント半島で包囲していたソ連軍部隊の一つだった。これはクールラントでドイツが1945年5月12日に降伏するまで続く長い作戦だった。
ヨーロッパでの戦争の終わりには、第10親衛軍は第7、第15、第19親衛狙撃軍団から成っていた。 第10親衛軍は1948年3月30日解散された。第4親衛狙撃軍団と改名された。